# De verste ster
De verste ster (Engels: Farthest Star) is een sciencefictionroman uit 1975 van de Amerikaanse schrijvers Frederik Pohl en Jack Williamson.

## Verhaal
Een mysterieus object, 20.000 lichtjaar ver, nadert de aarde aan 1/6de van de lichtsnelheid. Ingenieur Ben Charles Pertin werd geselecteerd om het object te onderzoeken in een interstellair team en wordt geteleporteerd naar het onderzoeksschip Aurore door middel van een teleportatiemachine die het originele wezen achterlaat en alleen een duplicaat verzendt. Wanneer een persoon wordt gedupliceerd, kan het origineel gewoon verder gaan met zijn werk zonder een tweede gedachte. De duplicaten kunnen ook op de bestemming worden bewerkt. Het duplicaat (Ben James) en zijn metgezel Doc Chimp bouwen aan een snellere drone die moet gelanceerd worden rondom het object. Ze hebben echter weinig tijd omdat de straling van de fusieaandrijving van hun schip hen langzaam doodt.

## Informatie
Farthest Star is een "fixup" van de novelle Doomship, gepubliceerd in het magazine If van maart-april 1973 en de driedelige serie The Org’s Egg die verscheen in het magazine Galaxy Science fiction van april tot juni 1974. De roman werd in februari 1975 uitgegeven door Ballantine Books en is het eerste deel van de Saga of Cuckoo. Het tweede deel Wall Around a Star uit 1983 werd nooit vertaald naar het Nederlands.